# Elfi Zinn
Elfi Rost-Zinn, nemška atletinja, * 24. avgust 1953, Rathebur, Vzhodna Nemčija.
Nastopila je na poletnih olimpijskih igrah leta 1976 ter osvojila bronasto medaljo v teku na 800 m. Na evropskih dvoranskih prvenstvih je osvojila srebrno medaljo v isti disciplini leta 1973. 